# 大橋トリオ
大橋トリオ（おおはしトリオ、1978年7月12日 - ）は、日本の男性シンガーソングライター、作曲家、編曲家、音楽プロデューサー。本名は大橋 好規（おおはし よしのり）。兵庫県西宮市生まれ。千葉県出身。所属レーベルはrhythm zone、所属事務所はディケイド。

## 経歴
4歳の時にピアノを習い始め、ローズ・ピアノやクラシック・ギターなど家に転がっていた色々な楽器に親しむ。
13歳でドラムを習い始める。同時にエレクトリックベース、エレクトリック・ギター、アコースティック・ギターをバンド等で始める。
高校に入るとメタリカやグリーン・デイなどのハードロックやメタルやパンク・ロックに傾倒する。その一方で父親の仕事の関係で吉川忠英と出会ってアコースティック・ギターの魅力に取り付かれ、父親のLPコレクションを聞き漁っているうちに見つけたオスカー・ピーターソンに影響を受けてジャズに目覚める。
18歳で洗足学園音楽学部ジャズコースピアノ科入学。あらゆるジャンルの音楽を聴いて音楽性の幅を広げ、作曲を始める。
2003年より本名の大橋好規名義で本格的に音楽活動を開始。きっかけとなったのは、翌2004年公開の映画「この世の外へ クラブ進駐軍」にピアノ演奏と楽曲ビッグバンド・アレンジで参加したことだった。
その後、あらゆる楽器をこなすマルチプレイヤーとして、映画やCMなどの音楽制作、歌手への楽曲提供、アレンジ、ミックス、サポート演奏など音楽家として幅広く活動するようになる。
2004年、半野喜弘『Lido Ensemble』にピアノとキーボードで参加。
2005年6月、Tammyの2nd『ギターとラブレター』でアルバムを初プロデュース。
2006年7月、映画『colors』のオリジナルサウンドトラックを大橋好規名義でリリース。初めて本格的に歌うことにも挑戦している。
2007年12月、大橋トリオ名義で本人による全演奏・フルボーカルのセルフプロデュース・アルバム『PRETAPORTER』を発売し、歌手活動を開始する。
2008年、大橋好規名義で器楽曲アルバム『borderless』をリリース。
2009年5月、大橋トリオとしてrhythm zoneよりミニアルバム『A BIRD』でメジャー・デビュー。11月、メジャー1stアルバム『I Got Rhythm?』をリリース。iTunesで総合アルバムチャートで1位を獲得。
2014年12月、自身初のビッグバンド編成によるライブ「OHASHITRIO and THE PRETAPORTERS year-end party live 2014」を開催。以降、THE PRETAPORTERSを迎えた豪華編成でのスペシャルライブは年末の恒例行事となる。
2017年、活動10周年を記念したワンマンライブを東京・東京国際フォーラム ホールAで開催。
2019年4月、新たに発足した音楽レーベル「A.S.A.B」に参加。

## 人物
「大橋トリオ」とは、さまざまな楽器をひとりで操るマルチプレイヤー大橋好規による、シンガーソングライターとしてのソロプロジェクト。
名は「トリオ」ながら3人（トリオ）編成というわけではなく、1人で活動している。主に自身が歌うアーティスト活動を行う大橋トリオとして以外に、本名の「大橋好規」として映画音楽やCMソングの制作、アーティストへの楽曲提供や音楽プロデュースなどの音楽活動を行っている。
2003年、映画『この世の外へ クラブ進駐軍』にエキストラ的ミュージシャン役で参加したことをきっかけに、本名の「大橋好規」名義で音楽活動を開始。この作品ではピアノ演奏とビッグバンド・編曲を担当しただけだったが、映画に出演していた俳優の村上淳にピアノを教えることになり、その流れで村上も出演した映画「colors」で初めて映画音楽を制作することになった。
2007年より「大橋トリオ」名義で歌手としても活動を開始。2009年にrhythm zoneよりメジャー・デビューを果たすと、映画やドラマの劇伴制作や楽曲提供、プロデュース以外にも、他のアーティストとのコラボレーションやナレーターなど幅広い活動を展開するようになる。
父親が音楽関係の仕事をしていた影響もあり、子供の頃から作曲家、特に映画音楽を作る作曲家になりたいと思っていた。その後、音楽大学でジャズを学んだのも、「作曲家になるためにはジャズをやっておいた方が良い」「ジャズをやれば自分のやりたい音楽を実現できる」と考えたから。
最も影響を受けたのはオスカー・ピーターソンと吉川忠英。オスカー・ピーターソンは中学時代に彼の「ウィ・ゲット・リクエスト」というアルバムを聴いて、編曲も音の選び方も演奏も曲の流れもすべて完璧だと感じた。吉川忠英は高1の時に父親の仕事の関係で知り合ったアコースティック・ギターの達人で、非常に影響を受けた。
初めて作詞・作曲に挑戦したのは19歳の頃。パーソナルコンピュータの打ち込みで作った器楽曲で、最後がなぜかカントリー・ミュージック調になるなんとも形容し難い複雑な曲だった。初めて人前で歌ったのは20歳の頃。小さなライブハウスに知人のライブを見に行ったとき、歌えと言われて仕方なく、ピアノ弾き語りでビリー・ジョエルの「オネスティ」を歌った。

### 名前の由来
ソロなのにプロジェクト名を「大橋トリオ」と名づけた一番の理由は、本人がジャズをやっていたこと。ジャズのグループが「○○トリオ」と付ける感覚や1人なのにトリオと付けるキャッチーさがいいと思ったことに由来する。また「名前の由来は特になく、なんとなくおもしろいかな、と（思った）」とも語っている。

### 音楽性
ボーカル以外にも、ピアノ、ギター、ベース、ドラム、マンドリン、バンジョーなど、あらゆる楽器をこなすマルチプレイヤー。大学でジャズピアノを専攻するなど、知識に裏打ちされた音楽的バックボーンを持ちつつ、ジャズ及びアンプラグドをベースにポップ・ミュージック、ソウルミュージック、フォークソング、ロック、ボサノヴァ、AOR、エレクトロニカ、ヒップホップ・ミュージック等、様々なジャンルの音楽の要素を取り入れ、本人の演奏によりサウンドを再構築している。シンプルな中に色々な要素が混ざり合っているのが特徴。
ロック、メタル、ポップスなどひと通りの音楽を通過しているが、その音楽的基盤はジャズにある。
作曲と編曲、ほとんどの演奏、ミキシングを大橋1人で手掛けているが、歌詞だけは作詞家に依頼している。イメージが固まっている場合は作詞家にその旨を伝えるが、よほどのことがない限りは完全に相手にお任せで分担作業となっている。
歌唱に関してはマイケル・フランクスに似ていると評価されることもある。

### 著名人との関連
著名人の中で、村上淳とは関わりが深い。同じ事務所に所属し、映画共演を機に親交があり、大橋に歌うことを勧めたのも村上である。村上は作品制作にも携わることも多く、これまでにアルバム『PRETAPORTER』『THIS IS MUSIC』のジャケットのアートワークデザイン担当、アルバム『PRETAPORTER』購入者応募特典のTシャツのデザイン担当、タワーレコード「NO MUSIC, NO LIFE.」コラボレーションTシャツのロゴイラスト提供等を行っている。アルバム『THIS IS MUSIC』のタイトルは村上考案によって付けられた。ライブに参加することもあり、メジャー・デビュー後初のツアー『A BIRD TOUR 2009』ではMURA-JUN名義でDJ出演する他、2009年5月2日にテレビ朝日にて放送された『VERSUS -iTunes Japan Sound of 2009-』のスタジオライブではギター演奏で参加した。作品や楽曲も高く評価しており、「好きな人へのギフトとして大橋トリオのCD」とコメントしている。また、村上自身がDJとして活動する際、大橋の楽曲をヘビープレイしたことにより服飾関係者や映像関係者の間で話題を呼んだ。
柿本ケンサクの作品に音楽制作で携わった縁故により、MV監督やビジュアルワークは全てインディーズ時代から柿本が務めている。なお、「DEAREST MAN」「Happy Trail」「贈る言葉」の各MVには村上も出演している。
その他、瑛太は「大橋さんの音楽に救われてきた」と語っており、廣木隆一は曲を聴いた感想を「自分だけのハッピーな映画を観た時の感じに似ている」と評価している。

### 主なサポートメンバー
- ハタヤテツヤ（piano, keyboard / EGO-WRAPPIN' AND THE GOSSIP OF JAXX, Speak No Evil） (2009年 - 2010年)
- 伊澤一葉（piano, keyboard, bass, chorus / あっぱ, the HIATUS、東京事変） (2011年 - )
- 東川亜希子（keyboard, chorus / 赤い靴） (2014年)
- 佐野観（piano） (2015年)
- 小林創（piano, organ, keyboard） (2017年 - )
- 椎谷求（guitar, mandorin, pedalsteel guitar） (2009年 - 2011年)
- 長岡亮介（guitar, electric mandolin, banjo, chorus / 東京事変、ペトロールズ） (2012年、2016年)
- 田中拡邦（guitar / MAMALAID RAG） (2013年)
- 石井マサユキ（guitar / TICA） (2014年 - 2015年)
- THE CHARM PARK（guitar,chorus） (2017年 - )
- 須藤剛志（bass / WATER WATER CAMEL） (2009年)
- 鈴木正人（bass / LITTLE CREATURES） (2010年 - 2011年)
- 村田シゲ（bass / 口ロロ） (2013年)
- 近藤零（bass） (2015年 - )
- 亀井孝太郎（drums / grooveline） (2009年)
- 芳垣安洋（drums / VINCENT ATMICUS） (2010年)
- 神谷洵平（drums / 赤い靴） (2011年 - )
- mabanua（drums, chorus / Ovall） (2015年)
- 武嶋聡（Sax, flute, etc. / EGO-WRAPPIN' AND THE GOSSIP OF JAXX） (2015年 - )
- カコイミク（chorus） (2009年)

## ディスコグラフィー

### 大橋好規名義

#### 参加作品
| アーティスト | タイトル                                                   | 収録作品                                          | 発売日        |
| ------------ | ---------------------------------------------------------- | ------------------------------------------------- | ------------- |
| bonobos      | 「Standing There 〜いま、そこに行くよ〜」 （コーラス参加） | シングル「Standing There 〜いま、そこに行くよ〜」 | 2006年11月1日 |
| 布袋寅泰     | 「ラストシーン」                                           | アルバム『ALL TIME SUPER GUEST』                  | 2011年8月17日 |

### 大橋トリオ名義

#### コラボ・アルバム
| 発売日        | タイトル     | 規格 | 規格品番                                                                  | 収録曲 | オリコン最高位        | 備考                                |
| ------------- | ------------ | ---- | ------------------------------------------------------------------------- | ------ | --------------------- | ----------------------------------- |
| 2024年2月28日 | Trio & Charm | CD   | RZCB-87123/B:初回生産限定盤 RZCB-87124/B:初回生産限定盤 RZCB-87125:通常盤 | 全9曲  | 最高34位、登場回数4回 | 「大橋トリオ & THE CHARM PARK」名義 |

#### 配信限定シングル
|     | 発売日         | タイトル                          | 規格                   | 収録作品                | 備考                                                           |
| --- | -------------- | --------------------------------- | ---------------------- | ----------------------- | -------------------------------------------------------------- |
| 1st | 2009年3月4日   | はだかの王様                      | デジタル・ダウンロード | 『A BIRD』              | テレビ朝日系『ビートたけしのTVタックル』エンディングテーマ。   |
| 2nd | 2009年4月22日  | Shine                             | デジタル・ダウンロード | 『A BIRD』              |                                                                |
| 3rd | 2009年4月29日  | A BIRD                            | デジタル・ダウンロード | 『A BIRD』              | TBS系『CDTV』2009年5月度オープニングテーマ。                   |
| 4th | 2009年9月23日  | 僕と月のワルツ                    | デジタル・ダウンロード | 『I Got Rhythm?』       | フジテレビショートドラマ『恋時雨』「カナブンはいない」主題歌。 |
| 5th | 2010年2月24日  | 贈る言葉（カバー）                | デジタル・ダウンロード | 『FAKE BOOK』           |                                                                |
| 6th | 2010年11月3日  | HONEY                             | デジタル・ダウンロード | 『NEWOLD』              |                                                                |
|     | 2012年5月23日  | フラワー                          |                        | 『White』               |                                                                |
|     | 2013年7月25日  | Starman                           |                        | 『MAGIC』               |                                                                |
|     | 2017年4月1日   | AMY SAID                          |                        |                         |                                                                |
|     | 2017年8月30日  | SHE                               |                        | 『STEREO』              |                                                                |
|     | 2017年10月25日 | 鳥のように                        |                        | 『STEREO』              |                                                                |
|     | 2018年10月3日  | Natural Woman                     |                        | 『THUNDERBIRD』         |                                                                |
|     | 2018年11月9日  | S・M・I・L・E・S                  |                        | 『THUNDERBIRD』         |                                                                |
|     | 2020年9月30日  | Favorite Rendezvous               |                        | 『NEW WORLD』           |                                                                |
|     | 2020年11月25日 | 何処かの街の君へ                  |                        | 『NEW WORLD』           |                                                                |
|     | 2021年1月20日  | Butterfly                         |                        | 『NEW WORLD』           |                                                                |
|     | 2021年7月7日   | Rise Above (feat. THE CHARM PARK) |                        | 『NEW WORLD』           |                                                                |
|     | 2021年7月21日  | Paradise (feat. Michael Kaneko)   |                        | 『NEW WORLD』           |                                                                |
|     | 2021年10月27日 | Lamp                              |                        | 『ohashiTrio best Too』 |                                                                |
|     | 2021年12月22日 | GIFT                              |                        | 『ohashiTrio best Too』 |                                                                |
|     | 2022年9月23日  | さよならの無い世界                |                        |                         |                                                                |
|     | 2022年11月9日  | アーモンド feat. りりあ。         |                        |                         |                                                                |
|     | 2023年1月22日  | 生きる者                          |                        |                         |                                                                |
|     | 2023年10月6日  | カラタチの夢                      |                        |                         | 先行配信                                                       |

#### 参加作品
| アーティスト      | タイトル                                                                    | 収録作品                                                            | 発売日         |
| ----------------- | --------------------------------------------------------------------------- | ------------------------------------------------------------------- | -------------- |
| Various Artists   | 「風の谷のナウシカ」（カバー）                                              | アルバム『ジブリ meets Bossa Nova』                                 | 2009年5月13日  |
| Various Artists   | 「真夜中のメリーゴーランド 〜NO MUSIC, NO LIFE〜」（大橋トリオ×手嶌葵名義） | アルバム『NO MUSIC, NO LIFE. SONGS』                                | 2010年1月27日  |
| Various Artists   | 「Winnie the Pooh (Winnie the Pooh and the Honey Tree)」（カバー）          | アルバム『Disney Rocks!!』                                          | 2010年3月3日   |
| Various Artists   | 「突然の贈り物」（カバー）                                                  | アルバム『Happy Holidays! 〜CITY POPS COVERS〜』                    | 2011年12月14日 |
| Various Artists   | 「贈る言葉」（カバー）                                                      | アルバム『Happy Holidays!〜80's POPS COVERS〜』                     | 2012年3月21日  |
| Various Artists   | 「Polly 」（カバー）                                                        | アルバム『NEVERMIND TRIBUTE』                                       | 2012年4月4日   |
| 10CM (シプセンチ) | 「Fine Thank You And You? feat.大橋トリオ」                                 | シングル「10CM (シプセンチ)」                                       | 2013年9月4日   |
| Various Artists   | 「Stay Gold」（カバー）                                                     | アルバム『宇多田ヒカルのうた -13組の音楽家による13の解釈について-』 | 2014年12月9日  |
| Various Artists   | 全曲（スペシャルバンドマスターを担当）                                      | アルバム『J-WAVE LIVE SUMMER JAM presents "Trio-logy"』             | 2017年11月29日 |
| MONKEY MAJIK      | Promenade MONKEY MAJIK×大橋トリオ                                           | アルバム『COLLABOLATED』                                            | 2019年3月6日   |
| lily              | MAGIC (feat. ohashiTrio)                                                    | 配信シングル                                                        | 2021年12月3日  |
| Michael Kaneko    | GIRLS feat. 大橋トリオ                                                      | 配信シングル                                                        | 2022年5月11日  |

#### 映像作品
|      | 発売日         | タイトル                                    | 規格        | 規格品番              | 備考 |
| ---- | -------------- | ------------------------------------------- | ----------- | --------------------- | ---- |
| Live | 2014年10月15日 | ohashiTrio HALL TOUR 2014.05.09 at NHK HALL | DVD Blu-ray | RZBD-59687 RZXD-59689 |      |

#### ミュージック・ビデオ
| 監督         | 曲名 |
| 柿本ケンサク | 「A BIRD」「Be there feat.BONNIE PINK」「Bing Bang」「DEAREST MAN」「HONEY」「Happy Trail」「Winterland」「モンスター feat.秦基博」「世界で一番幸せ者になれ」「贈る言葉」 |
| 佐藤有一郎   | 「東京ピエロ feat.平井堅」 |
| 番場秀一     | 「マチルダ」 |
| 三宅唱       | 「MAGIC」 |
| 不明         | 「フラワー」「僕と月のワルツ」 |

## 楽曲提供・プロデュース
| アーティスト名           | タイトル                                 | 収録作品                                             | 発売日                             | 担当                                 |
| ------------------------ | ---------------------------------------- | ---------------------------------------------------- | ---------------------------------- | ------------------------------------ |
| 今井美樹                 | 「ラストダンスは私に with 大橋トリオ」   | アルバム『Miki's Affections アンソロジー 1986-2011』 | 2011年3月9日                       | 編曲・プロデュース・演奏             |
| カコイミク               | 全曲                                     | ミニアルバム『DIGIDIGI LALA』                        | 2009年7月8日                       | 作曲・編曲・プロデュース・演奏       |
| カコイミク               | 「in the dark in the light」「汚れた靴」 | アルバム『RAFT』                                     | 2011年5月18日                      | 編曲・プロデュース・演奏             |
| 木村竜蔵                 | 全曲                                     | シングル「愛しい人よ」                               | 2006年10月25日                     | 編曲・プロデュース・演奏             |
| 木村竜蔵                 | 全曲                                     | シングル「丘を越えて」                               | 2007年3月7日                       | 編曲・プロデュース・演奏             |
| 小泉今日子               | 「恋する男」「あなたと逃避行」           | アルバム『Nice Middle』                              | 2008年11月26日                     | 作曲・編曲・プロデュース・演奏       |
| SMAP                     | 「special thanks!」                      | アルバム『GIFT of SMAP』                             | 2012年8月8日                       | 作曲・編曲・プロデュース・演奏       |
| Tammy                    | 全曲                                     | ミニアルバム『ギターとラブレター』                   | 2005年6月22日                      | 編曲・プロデュース・演奏             |
| 中澤優子                 | 「ジェニーはご機嫌ななめ」               | シングル「ジェニーはご機嫌ななめ」                   | 2006年12月16日                     | 編曲・プロデュース・演奏             |
| Nagi                     | 全曲                                     | シングル「Juradira」                                 | 2005年11月16日                     | 作曲・編曲・プロデュース・演奏       |
| 信近エリ                 | 「DEEP BLUE」                            | アルバム『hands』                                    | 2009年6月3日                       | 作詞・作曲・編曲・プロデュース・演奏 |
| 野宮真貴                 | 「悲しい歌」                             | アルバム『30 〜Greatest Self Covers & More!!!〜』    | 2012年1月25日                      | 編曲・プロデュース・演奏             |
| 平井堅                   | 「桔梗が丘」                             | アルバム『THE STILL LIFE』                           | 2013年10月23日                     | 編曲・プロデュース・演奏             |
| 平井堅                   | 「切手のないおくりもの」                 | アルバム『Ken's Bar III』                            | 2014年5月28日                      | 編曲・プロデュース・演奏             |
| V6                       | 「ボク・空・キミ」                       | アルバム『The ONES』                                 | 2017年8月9日                       | 作曲・楽曲制作（森田剛プロデュース） |
| 観月ありさ               | 「私は泣かない」                         | アルバム『SpeciAlisa』                               | 2015年12月2日                      | 作曲・編曲・プロデュース・演奏       |
| 持田香織                 | 「静かな夜」                             | シングル「静かな夜/weather」                         | 2009年7月29日                      | 編曲・プロデュース・演奏             |
| 持田香織                 | 「空色のくれよん」                       | アルバム『松本隆に捧ぐ-風街DNA-』                    | 2010年5 月12日                     | 編曲・プロデュース・演奏             |
| 持田香織                 | 「HAJIMARI」                             | アルバム『manu a manu』                              | 2012年8月1日                       | 編曲・プロデュース・演奏             |
| 山下智久                 | 「ロマンチック」                         | アルバム『エロ』                                     | 2012年7月25日                      | 作曲・編曲・プロデュース・演奏       |
| 山本ヒロシとザ・パロッツ | 全曲                                     | アルバム『アルバムナンバーワン』                     | 2006年7月7日                       | プロデュース                         |
| リエコランド             | 「パレード降る夜」                       | ミニアルバム『雨降星』                               | 2011年9月28日                      | 作曲・編曲・プロデュース・演奏       |
| 上白石萌音               | 「Little Birds」                         | アルバム『note』                                     | 2020年8月26日（同8月12日先行配信） | 作曲・編曲                           |

## 劇伴・BGM・CMソングなど

### 映画
- 「この世の外へ クラブ進駐軍」（2004年、阪本順治監督） - 音楽アレンジ・ピアノ演奏担当
- 「繋いだ手」※短編（2004年、柿本ケンサク監督）
- 乾いた花（2004年）
- ファミリーレストラン（2004年）
- 「スリーピングフラワー」（2005年、柿本ケンサク監督）
- 「COLORS」（2005年、柿本ケンサク監督）
- 「TWILIGHT FILE『幻』」（2005年、遠藤一平監督）
- アップルパイの午後（2005年）
- BUNNYBOY（2005年）
- 「星屑夜曲」（2006年、外山文治監督）
- 「BAUMKUCHEN」（2006年、柿本ケンサク監督）
- 「バリガー」※短編（2006年、柿本ケンサク監督）
- 「TOKOYO BANDITS!!!!」※短編（2006年、柿本ケンサク監督）
- 「病葉流れて」（2007年、亀井亨監督）
- 「The ショートフィルムズ みんな、はじめはコドモだった」※オムニバス映画（2008年、阪本順治監督）
- 「ジャージの二人」（2008年、中村義洋監督）
- 「余命1ヶ月の花嫁」（2009年、廣木隆一監督）
- 「雷桜」（2010年、廣木隆一監督）
- 「Playback」（2012年、三宅唱監督） - 主題歌「オールドタイム」提供
- 「希望の国」（2012年、園子温監督）
- 「グッド・ストライプス」（2015年、岨手由貴子監督） - 主題歌「めくるめく僕らの出会い」提供（音楽監督は宮内優里）
- 「AMY SAID エイミーセッド」（2017年、村本大志監督） - 主題歌「Amy Said」提供（音楽監督はjan and naomi）
- 「PとJK」（2017年、廣木隆一監督）[23]
- 「おもてなし」（2018年、ジェイ・チャン監督、日本・台湾合作映画）

### ドラマ
- 「かりゆし先生ちばる!」（2009年、テレビ東京） - 音楽担当
- 「恋時雨」（2009年、フジテレビ） - 第4話「カナブンはいない」に楽曲「僕と付きのワルツ」が使用
- 「ハングリー!」（2012年、フジテレビ） - 音楽担当
- 「スターマン・この星の恋」（2013年、フジテレビ） - 音楽担当
- 「植物男子ベランダー」SEASON1〜3（2013年 - 2016年、NHK BSプレミアム） - 音楽担当
- 「探偵ロマンス」（2023年、NHK総合） - 音楽担当

### テレビ番組
- 「TOKYO NIGHT STYLE」（2006年、GyaO）
- 洋楽最新情報番組「HITS ON THE LAN」（2006年、GyaO）
- 「colors2007」（2007年、MUSIC ON! TV）
- 海外ドラマ特番「藤原紀香 ローマの風 〜古都が伝えた未来〜」（2007年、WOWOW）
- 特別番組「80年後のKENJI〜宮沢賢治21世紀映像童話集〜」（2013年、NHK BSプレミアム） - 第4回「薤露青」映像音楽
- 情報番組「いっぷく!」（2014年、TBSテレビ） - テーマソング提供
- ミニ番組「Eテレ 2355」（2014年、NHK Eテレ） - おやすみソング「放物線の歌」
- ミニアニメ「にゃんぼー!」（2016年、NHK） - 音楽担当
- ドキュメンタリー紀行番組「世界遺産」（2017年、TBSテレビ）

### CM
- バンタン（2004年）
- 東芝ボーダフォン803T（2005年）
- 東芝『gigabeat』「gigabeat×FUJI ROCK FESTIVAL 2006」篇（2006年）
- cocoti渋谷（2006年）
- スズキ『BURGMAN』（2007年）
- 花王ブローネ泡カラー（2008年 - 2009年）
- 花王スタイルフィット（2008年）
- 三菱自動車「エコして、得して」（2009年）
- 積水ハウス「エバールーフ」（2009年）
- 花王メリーズ（2010年）
- キリン・ディアジオ『スミノフ/スミノフアイス』（2011年）
- トヨタ ラクティス（2011年 - 2012年）
- ベルメゾン（2011年）
- 馬渕教室（2011年）
- 三井住友銀行カードローン（2012年） - スティーヴィー・ワンダー「I Just Called to Say I Love You」のカバーを歌唱
- JTB（2012年）
- ハウス こくまろカレー（2012年）
- マイナビ2015（2013年）
- 明治ヨーグルトR-1（2013年 - 2014年）
- ネピアGenki（2013年）
- カルビーポテトチップス（2013年）
- 中日新聞（2014年）
- 関電工（2014年）
- ダイドーブレンドコーヒー（2014年）
- ハウスメイト（2015年）
- Hotto Motto（2016年）
- KIRIN 淡麗グリーンラベル（2017年）
- TikTok「グランピング」篇（2018年）
- タマノイ酢 (2019年)

## 出演

### 映画
- 「この世の外へ クラブ進駐軍」（2004年） - ミュージシャン 役
- 「AMY SAID エイミーセッド」（2017年） - 大橋トリオ（本人）[24] 役

### ドラマ
- 「恋時雨」（2009年、フジテレビ） - ミュージシャン 役
- 「ハングリー!」第9話（2012年3月6日、関西テレビ/フジテレビ） - 本人 役
- 「植物男子ベランダー」第13話（2014年、NHK BSプレミアム） - 謎の男 役

### バラエティ番組
- 水曜日のダウンタウン（2023年8月2日、TBSテレビ）

### ラジオ番組
- 大橋トリオ POWER PLAY SPECIAL PROGRAM "A BIRD"（FM福岡、2009年5月30日）
- 大橋トリオ・プロデュース・スーパー・エディション（JFNC、2019年2月）
- THE UNIVERSE（J-WAVE、2024年4月 - ） - ナビゲーター（火曜担当）

### ナレーション
- 大塚食品「銀座ろくさん亭」CF（2007年）
- 公共広告機構（現：ACジャパン）「まぜるな資源」篇CF（2007年）
- Metis シングル「花鳥風月」（2007年）
- Metis アルバム『ONE LOVE』（2007年）
- 大塚製薬 ポカリスエット「サボテン」篇CF（2010年）

## 主なライブ

### ワンマンライブ・主催イベント
| 開催日                  | タイトル                                                 | 備考                       |
| ----------------------- | -------------------------------------------------------- | -------------------------- |
| 2010年3月               | Ohashi Trio THE CONCERT "I Got Rhythm?"                  |                            |
| 2010年4月               | 月世界Moonlight Groove Vol.1 大橋トリオSpecial Trio Live |                            |
| 2010年10月              | "Live in Church " 大橋トリオ プレミアム・ソロ・ライブ    |                            |
| 2011年1月〜2月          | 大橋トリオ concert 2011"NEWOLD"                          |                            |
| 2012年3月2日〜3月23日   | 大橋トリオ コンサートツアー2012「RとL」                  |                            |
| 2012年10月2日〜12月20日 | 大橋トリオ カルテット編成ライブ 2012 "ohashiTrip" TOUR   |                            |
| 2013年5月6日〜6月5日    | 大橋トリオ "plugged" LIVE TOUR 2013                      |                            |
| 2014年3月16日〜5月9日   | ohashiTrio HALL TOUR 2014                                |                            |
| 2014年12月18日          | OHASHITRIO and THE PRETAPORTERS year-end party live 2014 |                            |
| 2015年5月8日〜6月5日    | ohashiTrio TOUR 2015 ～PARODY～                          |                            |
| 2015年12月18日          | ohashiTrio & the PRETAPORTERS YEAR END PARTY LIVE 2015   |                            |
| 2016年4月1日〜6月10日   | ohashiTrio TOUR 2016 ～10【TEN】～                       |                            |
| 2017年1月25日〜1月27日  | ohashiTrio & THE PRETAPORTERS NEW YEAR PARTY LIVE 2017   |                            |
| 2017年4月1日〜6月22日   | 10th Anniversary 全国ツアー"ohashiTrio HALL TOUR 2017"   |                            |
| 2017年12月8日           | ohashiTrio 10th ANNIVERSARY SPECIAL CONCERT "TRIO ERA"   |                            |
| 2018年3月30日〜6月16日  | ohashiTrio HALL TOUR 2018                                |                            |
| 2018年12月7日〜12月14日 | ohashiTrio & THE PRETAPORTERS YEAR END PARTY LIVE 2018   |                            |
| 2019年4月6日〜6月9日    | ohashiTrio HALL TOUR 2019 ～THUNDERBIRD～                |                            |
| 2020年11月19日          | ohashiTrio HALL TOUR 2020                                |                            |
| 2021年1月29日           | ohashiTrio HALL TOUR 2020～This is music too～           |                            |
| 2021年9月17日〜9月19日  | ohashiTrio HALL TOUR 2021～NEW WORLD～                   |                            |
| 2022年1月21日〜1月23日  | ohashiTrio & THE PRETAPORTERS 2022～new year party～     |                            |
| 2022年5月22日〜7月8日   | ohashiTrio HALL TOUR 2022                                |                            |
| 2022年11月3日           | TRIO ERA 2                                               | 東京国際フォーラム ホールA |
| 2022年12月4日〜12月11日 | ohashiTrio & THE CHARM PARK Billboard Live Tour 2022     |                            |
| 2023年6月30日〜7月15日  | ohashiTrio HALL TOUR 2023                                |                            |